# Клуб Сімейного Дозвілля
Книжко́вий клу́б «Клуб Сіме́йного Дозві́лля», скорочено «КСД» — одне з найбільших видавництв України, засноване 2000 року. У серпні 2004 року видавництво увійшло до складу одного з найбільших німецьких медіаконцернів Bertelsmann AG. Видавництво є одним з найбільших партнерів Укрпошти.
У 2005 році видавництво відкрило підрозділ у російському місті Бєлгороді. Відтоді територія діяльності видавництва, на додачу до України, розширилася до Росії і згодом видавництво змогло увійти у ТОП-10 провідних видавництв Росії. 2017 року сайт КСД Росія публікував адреси крамниць видавництва як у російських містах, так і в тимчасово окупованих Росією містах Криму: Сімферополь, Феодосія, Севастополь, Євпаторія, та Керч. 2020 року російську філію у Бєлгороді було закрито.
Станом на 2016 рік, за 16 років існування компанії, разом в Україні та Росії видавництво надрукувало понад 150 мільйонів примірників книжок. Лише у 2016 році, разом в Україні та Росії видавництво надрукувало 1 128 різних найменувань книг загальним тиражом у 10,4 мільйона примірників.

## Історія

### КСД в Україні
Клуб Сімейного Дозвілля був заснований в Харкові у 2000 році однією нідерландською компанією як дочірнє підприємство із 100-відсотковою іноземною інвестицією. 2002 р. КСД друкує свої перші книжки та представляє їх у власних каталогах.
У серпні 2004 року голландці продали видавництво одному з найбільших німецьких медіаконцернів Bertelsmann (підрозділ «Direct Group»). Після закриття угоди між КСД та Bertelsmann, генеральний директор Олег Шпільман повідомив, що видавництво КСД станом на 2004 рік видавало переважно російськомовну літературу й що продукція видавництва на 80 відсотків російськомовна і на 20 відсотків україномовна. Тоді ж, після закриття угоди між КСД та Bertelsmann, керівник прес-служби DirectGroup, Ґерд Козловскі, зазначив що компанія Bertelsmann збирається використати поточну мовну ситуацію в Україні для розвитку свого підприємства, та повідомив, що «Ми [компанія Bertelsmann] бачимо можливість співпраці між окремими клубами в східній Європі. Але крім того ми бачимо можливість розвивати нашу активність частково на російському просторі. Бо близько 90 відсотків літератури, яку читають сьогодні в Україні, [читають] російською мовою. Отже й там є можливості далі розширюватись».
За даними гендиректора видавництва Олега Шпільмана, на момент об'єднання компаній у 2004 році КСД спромоглася наростити клієнтську базу клубу за чотири роки до понад 600 тисяч сімей України та надрукувати понад 5,5 мільйонів книжок власного виробництва. Згодом, у своєму щорічному звіті за 2004 рік корпорація Bertelsmann повідомила, що: Продовжуючи переслідувати інноваційні бізнес моделі, підрозділ Direct Group почав створювати умови для майбутнього росту шляхом регіонального розширення. Так, у вересні 2004 року, група оголосила про повноцінне поглинання на Україні Книжкового Клубу «Клуб Сімейного Дозвілля», що має понад 700 тис. членів та демонструє сильний, прибутковий зріст. Зосередження видавництва переважно на друці російськомовної книги також може послугувати можливим першим кроком для розширення бізнесу до сусідньої Росії.
У березні 2005 року керівництво Bertelsmann у особі керівника книжкових клубів Німеччини «Der Club, Bertelsmann» Клауса Маркуса підтвердило плани використання КСД для подальшого виходу на ринок Росії. Зокрема, під час Лейпцизького книжкового ярмарку 2005 Маркус заявив: «Клуб сімейного дозвілля» є досить успішним бізнесом. Ми розглядаємо його як старт для руху далі на Схід, де передовсім нас приваблює великий російський ринок. Власне тому центральний офіс нашої компанії розміщено в Харкові, поблизу від російського кордону".
У тому ж 2005 року було запущено офіційний сайт Клубу. 2006 р. було відкрито перший офіційний магазин, 2007 р. компанія вийшла на ринок гуртової торгівлі в Україні та Росії. У 2008 р. Книжкова палата України визнала видавництво «Клуб Сімейного Дозвілля» найбільшим видавництвом країни. Наступного, 2009 р. КСД відкрив дистрибуційний центр, найбільший серед розташованих у східній Україні. Також «Клуб Сімейного Дозвілля» було прийнято до Української Асоціації ДіректМаркетингу.
З 2011 р. в асортименті Клубу з'явилися електронні книжки. 2015 р. КСД відзначив своє 15-річчя і відзвітував, що за цей час надрукував понад 150 млн примірників книжок, а 70 його видань стали світовими бестселерами.
В січні-лютому 2025 року Клуб почав перевозити свій склад з Харкова до Київської області, оголосивши про подію на сайті книгарні вже після початку процесу.

#### Книжкові проєкти в Україні
В Україні КСД займається цілою низкою видавничих проєктів. Зокрема, видавництво започаткувало серію «Світові бестселери — українською». В рамках серії видаються найкращі твори зарубіжної літератури українською мовою. Наприклад, Елізабет Костова «Історик», Ден Браун «Код да Вінчі», Раймонд Коурі «Останній тамплієр», Стівен Кінг «Зона покриття», Даніела Стіл «НЕможливо», «Неодружені та небезпечні», два романи Діани Сеттерфілд «Тринадцята казка» та «Там, у темній річці» тощо.
Другий пріоритетний проєкт Клубу — «Зірки української прози». Його метою є підтримка сучасних українських авторів та пошук творчої молоді. В рамках проєкту вже видані такі книжки: Любко Дереш «Культ», «Поклоніння ящірці», Василь Шкляр «Ключ», «Кров кажана», Ірена Карпа «Bitches Get Everyting», Василь Кожелянко «Срібний павук», а також твори Євгенії Кононенко, Ірен Роздобудько, Марини Медникової, Дмитра Панцира, Алли Сєрової та ін.
КСД має роздрібну мережу книгарень в Україні й інтернет-магазин.

### КСД в Росії
2005 року КСД відкрило філію «Книжковий Клуб „КСД“» в російському Білгороді. 2007 року КСД почав роботу на гуртовому ринку Росії, до складу групи увійшло російське видавництво «Бертельсманн Медиа Москау АО» (нім. «Bertelsmann Media Moscow AO»), яке спеціалізується на виданні різнобарвних подарункових книжок.
У травні 2009 року КСД відкрили дистрибуційний центр у Харкові, а згодом і у Білгороді для оптимізації логістики з Росією За словами гендиректора українського підрозділу компанії КСД Олега Шпільмана, станом на 2009 рік російський підрозділ КСД обслуговував вже понад 700 тисяч сімей в Росії.
Станом на 2017 рік КСД Росія на своєму вебсайті надає адреси книжкових крамниць видавництва у таких містах Росії та окупованого Росією Кримського регіону України: Бєлгород, Сімферополь, Феодосія, Севастополь, Євпаторія та Керч, а також власну онлайн крамницю.
З 2018 року на російськомовних виданнях Клубу не друкується назва білгородського філіалу, а з 2019 року онлайн-ресурси російської філії, у тому числі офіційний сайт, більше не підтримуються. У 2020 році російський філіал компанії у Бєлгороді було остаточно ліквідовано; у місцевих ЗМІ тоді повідомлялося що за твердженнями російської прокуратури російський підрозділ КСД ніби мав заборгованість перед своїми працівниками на суму у більш як 6.0 млн російських рублів.

## Книжкові серії

### Історія без цензури
«Історія без цензури» — серія з десяти історично-документальних книг від видавництва «Клуб сімейного дозвілля», в яких викладена історія України по періодах. Ініціаторами проекту є саме видавництво, просвітницький проект «LIKБЕЗ. Історичний фронт», Інститут історії України НАН України, Український інститут національної пам'яті та Київський національний університет імені Тараса Шевченка.
Серія складається з наступних книг:
- Народження країни. Від краю до держави. Назва, символіка, територія і кордони України.
- Поле битви — Україна. Від «володарів степу» до «кіборгів». Воєнна історія України від давнини до сьогодення.
- Тіні згаданих предків. Від склавинів до русинів. Прадавня Україна, Русь і походження українців.
- Лицарі Дикого Поля. Плугом і мушкетом. Український шлях до Чорного моря.
- Русь «Після Русі». Між короною і булавою. Українські землі від королівства Русі до війська запорозького.
- Князі і гетьмани усієї Русі. «Через шаблю маєм право». Злети і падіння козацької держави 1648—1783.
- У кігтях двоголових орлів. Творення модерної нації. Україна під скіпетрами Романових і Габсбургів.
- На бій за волю. Перемога через поразки. Україна у війнах і революціях 1914—1921 років.
- Україна радянська. Ілюзії та катастрофи «комуністичного раю». 1917—1991 роки.
- Від Рейхстагу до Іводзіми. У полум'ї війни. Україна та українці у Другій світовій війні.

## Критика

### Переклади творів українською не з мови-оригіналу
Іноземні книги, перекладені українською та видані у видавництві КСД, часто виявляються перекладами не з оригінальної мови написання твору (англійської, німецької тощо), а з мови посередника-російської. Серед найгучніших скандалів про неякісні переклади КСД, українські переклади Стівена Кінга, Елени Ферранте тощо. Після того як ці випадки перекладу українською не з оригіналу набули значного розголосу в українському суспільстві, КСД пообіцяло виправити ситуацію і повторно видати неякісні видання в новому, якісному перекладі з мови-оригіналу.

### Співпраця з антиукраїнськими авторами
У березні 2015 року стало відомо, що, готуючись до друку чергової збірки фантастики, КСД мало не надрукувало книгу «заступника міністра оборони ДНР» Федора Березіна. Тоді ж стало відомо, що до 2015 року книжки авторів, які написали романи про так звану «Новоросію», продавалися у видавництві і що видавництво перестало їх видавати лише з початком російсько-української війни 2014.
У травні 2025 року КСД знищило наклад перекладу книжки Софі Ларк "Брутальний принц" (30 тисяч примірників) та розірвало договір на всі 6 частин серії письменниці. Видавництво зазнає щонайменше 9,6 млн грн збитків. «Ми визнаємо нашу помилку з укладанням договору з авторкою. Нам знадобився час для перевірки та уточнення юридичних можливостей. Для нас важливо залишатися відповідальними не лише у видавничих рішеннях, а й у моральних принципах», – додають у видавництві.
Окрім того, КСД зазначило, що змінить процес добору проєктів до видання, щоб не допустити подібних ситуацій у майбутньому.

### Співвідношення україномовного та російськомовного контенту
Станом на 2018 рік переважна більшість виданих за минулі роки книжок КСД — це російськомовні видання. Починаючи з заснування видавництва у 2000 році, каталог КСД впродовж 18 років з 2000 по 2018 року розповсюджувався виключно російською мовою.
Станом на 2018 рік значна частина виданих КСД книжок — це російськомовні видання (як перекладні та і оригінально-російськомовні). Згідно з попередньою позицією керівництва компанії, та їхніми власниками Bertelsmann AG, зосередження на видавництві переважно російськомовної літератури — це бізнес-стратегія КСД. Зокрема, після поглинання КСД німецьким медіа-конгломератом Bertelsmann (підрозділ «Direct Group»), гендиректор КСД Олег Шпільман заявляв, що видавництво КСД станом на 2004 рік «видавало переважно російськомовну літературу, […] продукція видавництва на 80 відсотків російськомовна і на 20 відсотків україномовна». Згадуючи поглинання КСД корпорацією Bertelsmann, підприємство у своєму щорічному звіті за 2004 рік повідомило, що збирається використати «зосередження видавництва [КСД] переважно на друці російськомовної книги […] для розширення бізнесу [Bertelsmann] до сусідньої Росії».
У зв'язку з зосередженням бізнес-стратегії КСД на продажах переважно російськомовної літератури, видавництво болісно сприйняло прийняття у 2016—2017 роках нового закону ВРУ про обмеження на ввезення в Україну книг з території Росії, спрямований на припинення надходження видань антиукраїнського змісту. Зокрема, у 2016 році, коли новий закон лише тільки проходив процес підготовки до прийняття, гендиректор видавництва КСД Олег Шпільман коментуючи цей закон заявив що «заборона імпорту в Україну російських книг була б помилкою». Крім цього, у 2017 році комерційний директор видавництва КСД Тимур Курганов заявив, що новий закон є проблемним, оскільки іноземні правовласники не дають і не збираються давати територіальні ліцензії на видання книг російською мовою, а відтак українські видавництва не зможуть купувати права на переклад російською іноземних авторів; за припущенням Курганова новий закон нібито стимулюватиме українських читачів купувати російськомовні переклади іноземних авторів у російських видавництвах.
Опція україномовного каталогу вперше з'явилася у видавництві для 1 кварталу 2018 року. Однак, незважаючи на нібито «україномовність» каталогу, новий каталог видавництва виявився класичним прикладом мовної шизофренії: каталог не став повністю україномовним як щодо опису книжок так і щодо самих книжок й практично на кожній сторінці каталогів видавництва розміщуються речення то російською, то українською мовами (анотації україномовних книг подаються українською мовою, а анотації російськомовних книг подаються російською мовою).
У липні 2021 року, після набуття чинності окремих розділів закону про мову що зобов'язує видавництва видавати українською мовою не менше 50 % від усіх найменувань книг що видаються впродовж року, КСД видало «Каталог КСД за 3 квартал 2021 року (липень-вересень 2021 року)» де вперше було надано українськомовні анотації як до українськомовних книг (167 книг у каталозі) так і до російськомовних книг (105 книг у каталозі); єдиним російськомовним текстом каталогу залишилися уривки книг, які для російськомовних книжок так і залишилися російськомовними.